# Dianthus arpadianus
Dianthus arpadianus là loài thực vật có hoa thuộc họ Cẩm chướng. Loài này được Ade & Bornm. mô tả khoa học đầu tiên năm 1934.